# Geraldo Vietri
Geraldo Vietri (São Paulo, 27 de agosto de 1927 — São Paulo, 1 de agosto de 1996) foi um cineasta e dramaturgo brasileiro.
Como roteirista, iniciou sua carreira na TV Tupi em 1958, com Este Mundo É dos Loucos. Como autor e diretor do TV de Comédia, obteve prestígio e respeito.
O escritor Vilmar Ledesma, autor da biografia Geraldo Vietri: Disciplina É Liberdade, compara a importância de Vietri para a TV brasileira à de Cecil B. DeMille para o cinema:
| “                 | Sabe quando um nome assume um certo ar de grandeza? Pois é assim com o de Geraldo Vietri que, aos meus ouvidos, soa como Cecil B. DeMille ou outras figuras míticas hollywoodianas. Deve ter sido o primeiro nome de novelista que relacionei à profissão, ainda menino, bem menino. Devo ter visto algum capítulo de Antônio Maria, mas não guardo na memória. De Nino, o Italianinho, sim, ficaram cenas inteiras, personagens, situações. Essa novela era acompanhada e adorada por toda minha família e eu, garoto de tudo, não fiquei imune ao estardalhaço que se refletia em capas de revistas e conversas, como se aqueles personagens existissem de verdade. | ” |
| — Vilmar Ledesma, | |   |

## Biografia
Personalidade controversa dentro da televisão, pioneiro, de temperamento difícil e politicamente conservador, Geraldo Vietri começou sua carreira na TV Tupi, em 1958, quando um de seus textos, Este Mundo é dos Loucos, foi aprovado e produzido pela emissora paulista. Depois disso, Geraldo viria a ser contratado para trabalhar no TV de Comédia, como autor e diretor.
Ainda da década de 50, Vietri começou a produzir telenovelas ainda não-diárias. Em Alma Cigana, Vietri atuou como diretor. Dois anos depois, escreveu A Inimiga, adaptação de um original argentino. Como autor de telenovelas, foi o que acumulou maior número de títulos. 

### Grandes sucessos
Alcançou sucesso e projeção nacional com as telenovelas Antônio Maria e Nino, o Italianinho, duas marcas registradas de sua trajetória pelo mundo das telenovelas, além destas duas, também escreveu Meu Rico Português, última novela a derrotar a Rede Globo no horário das 19h, feito imbatível durante muito tempo.
Outro grande sucesso foi Vitória Bonelli, intensa história de decadência econômica e superação ambientada na colônia italiana de São Paulo que contou com um memorável desempenho de Berta Zemel no papel-título. Com a falência da TV Tupi, Geraldo Vietri foi contratado por várias outras emissoras, dentre elas a Rede Bandeirantes, Rede Manchete e CNT.

### Cinema
Vietri também produziu para o cinema, usando em seus elencos os mesmos amigos que atuavam em suas novelas na TV Tupi. Como exemplo, Senhora (1976), com Elaine Cristina e Paulo Figueiredo, e Tiradentes, o mártir da Independência, do mesmo ano, com Adriano Reys. Contudo, não obteve no meio a mesma qualidade e a mesma repercussão de suas incursões na TV, estabelecendo-se, meramente, como um artesão de produções comerciais. 

### Morte
Vietri faleceu em 1º de agosto de 1996 vitimado por broncopneumonia.

## Carreira
CNT
- 1996 Antônio dos Milagres, autor
- 1996 Irmã Catarina, coautor
- 1995 A Verdadeira História de Papai Noel, autor

Rede Manchete
- 1991 O Fantasma da Ópera, supervisor de texto
- 1991 Floradas na Serra, autor (remake)
- 1991 Na Rede de Intrigas, autor
- 1985 Antônio Maria, autor e diretor
- 1984 Santa Marta Fabril S.A., autor e diretor

Rede Bandeirantes
- 1983/1984 Casa de Irene, autor e diretor
- 1982 Renúncia, autor e diretor
- 1981/1982 Dona Santa, autor e diretor

TV Cultura
- 1981 Floradas na Serra, autor
- 1981 O Homem que Sabia Javanês, (adaptação para o Teleconto)

Rede Globo
- 1980 Olhai os Lírios do Campo, autor
- 1986 A Única Chance, autor - Tele Tema
- 1990 Iaiá Garcia, autor - Teletema

TV Tupi
- 1978 João Brasileiro, o Bom Baiano, diretor e supervisor
- 1976 Os Apóstolos de Judas, autor e diretor
- 1975 Meu Rico Português, autor e diretor
- 1972 Vitória Bonelli, autor e diretor
- 1971 A Fábrica, autor e diretor
- 1971 A Selvagem, autor e diretor
- 1969 Nino, o Italianinho, autor e diretor
- 1968 Antônio Maria, autor e diretor
- 1967 Os Rebeldes, autor e diretor
- 1967 Paixão Proibida, diretor
- 1967 A Ponte de Waterloo, autor e diretor (remake)
- 1967 A Intrusa, autor e diretor
- 1967 Angústia de Amar, diretor
- 1966 Ciúme, diretor
- 1966 A Ré Misteriosa, autor e diretor
- 1966 A Inimiga, autor e diretor
- 1965 Um Rosto Perdido, diretor
- 1965 A Outra, diretor
- 1965 O Cara Suja, diretor
- 1965 Teresa, diretor
- 1964 O Sorriso de Helena, diretor
- 1964 Quando o Amor É Mais Forte, diretor
- 1964 Se o Mar Contasse, diretor
- 1964 A Gata, diretor
- 1964 Alma Cigana, diretor
- 1963 Klauss, o Loiro, autor e diretor
- 1963 Moulin Rouge - A Vida de Toulouse-Lautrec, autor e diretor
- 1963 Terror nas Trevas, autor e diretor
- 1963 A Sublime Aventura, autor e diretor
- 1963 As Chaves do Reino, autor e diretor
- 1962 Prelúdio, a Vida de Chopin, autor e diretor
- 1962 A Única Verdade, autor e diretor (remake)
- 1962 A Estranha Clementine, autor e diretor
- 1962 A Noite Eterna, autor e diretor
- 1959 Adolescência, autor e diretor
- 1959 A Ponte de Waterloo, autor
- 1958 A Única Verdade, autor

Argentina-Peru
- 1971 Nino, las cosas simples de la vida, adaptação de Nino, o Italianinho.

Peru
- 1972 La fábrica, adaptação de A Fábrica.
- 1996 Nino, adaptação de Nino, o Italianinho.

Argentina
- 1982 Julián de madrugada, adaptação de Nino, o Italianinho.
- 1984 Lúcia Bonelli, adaptação de Vitória Bonelli.
- 1989 El duende azul, autor (Foi exibida em 1990 pela Rede Bandeirantes com o título de Desencontros).